# Magdalena Wróbel (modelka)
Magdalena Wróbel (ur. w 1975 w Sopocie) – polska modelka pracująca na rynku międzynarodowym.
Wróbel jest jedną z nielicznych i pierwszych polskich modelek, które w latach 90. przebiły się na rynek międzynarodowy, obok m.in.: Malwiny Zielińskiej, Barbary Milewicz, Agnieszki Pachałko, Agnieszki Martyny, Ewy Witkowskiej, Agnieszki Kotlarskiej i Agnieszki Maciąg.
Wróbel została odkryta w Sopocie przez Agnieszkę Eminowicz – właścicielkę Eastern Models – pierwszej w Polsce agencji modelek. Wkrótce zaczęła pracować na polskich wybiegach. W 1993 roku została przez macierzystą agencję wytypowana do udziału w światowym konkursie modelek Supermodel of the World organizowanym przez amerykański oddział agencji modelek Ford. Wróbel zajęła w nim 2. miejsce. Zaraz po konkursie podpisała kontrakt z paryskim oddziałem agencji Ford i rozpoczęła międzynarodową karierę modelki. W połowie lat 90. podpisała kolejne kontrakty z agencjami w Barcelonie oraz Nowym Jorku. Pojawiała się na okładkach międzynarodowych wydań magazynów mody, jak: „Marie Claire” (wydanie australijskie), „Glamour” (edycja amerykańska), „Cosmopolitan” (edycje: amerykańska, francuska, niemiecka, włoska), Shape (edycja amerykańska).
Była na 47. miejscu na Maxim Hot 100 kobiet z 2001 roku według miesięcznika „Maxim”.
Współpracowała z takimi kreatorami mody, jak: Bill Blass, Christian Lacroix, Comme des Garcons, Givenchy, Óscar de la Renta, Christian Dior, Guy Laroche, Marithe François Girbaud, Valentino, Balenciaga, John Galliano, Yves Saint Laurent, Rifat Ozbek, Emanuel Ungaro.
Brała udział w licznych kampaniach reklamowych, m.in.: Anne Klein, Donna Karan, Emporio Armani, Lord & Taylor, Wonderbra, Worth, Zoran.
Była pierwszą polską modelką „Victoria’s Secret”.
Karierę w modelingu zakończyła w 2008 roku.